# Neerja Bhanot
Neerja Bhanot, född 7 september 1963 i Chandigarh, Indien, död 5 september 1986 i Karachi, Pakistan, var en indisk purser.
Den 5 september 1986 kapades Pan Am Flight 73 av palestinska terrorister som tillhörde Abu Nidal-organisationen. Kapningen ägde rum på Jinnah International Airport i Karachi i Pakistan. Efter 17 timmar öppnade kaparna eld mot gisslan varvid Bhanot öppnade planets nödutgång för att låta passagerare undkomma från planet. Istället för att hoppa ut själv började hon guida passagerare ut genom nödutgången. Medan hon guidade tre barn till utgången blev hon ihjälskjuten av kaparna. Hon tilldelades utmärkelsen Ashoka Chakra postumt.
Bhanots hjältemod skildras i filmen Neerja (2016), med Sonam Kapoor i huvudrollen.